# カート・ニューマン
- クルト・ノイマン

カート・ニューマン（Kurt Neumann、1908年4月5日 - 1958年8月21日）とは、ドイツ生まれでハリウッドで活躍した映画監督。キャリアの後半はSF映画を専門とした。

## 経歴
ニュルンベルクの生まれ。トーキー初期の時代に渡米して、ハリウッド映画のドイツ語版の監督の仕事を得た。英語をマスターしたところで、映画作りの手腕を買われ、低予算のB級映画の監督となる。
1941年には、ハル・ローチ製作の1話45分ほどの短編喜劇シリーズ「Hal Roach's Streamliners」を監督。
1945年、ソル・レッサーの会社に参加。1945年から1954年まで、レッサー製作の「ターザン」映画の共同プロデューサー、メイン監督を務める。
『火星探険』（1950年）および、転送実験中、装置に蝿が紛れ込んだことで蝿と合体してしまう科学者を描いた『蝿男の恐怖』（1958年）を監督したことで、SF映画専門の監督として知られるようになる。ニューマンが手掛けたSF/ホラー作品は他に、『クロノス』（1957年）、『She Devil』（1957年）などがある。
1958年8月21日、死去。自殺との報道が一部にあるが、自然死だった。遺体はロサンゼルスのUtter Mc Kinley Mortuariesに埋葬された。

## 主な監督作品
- ファスト・コンパニオンス Fast Companions (1932)
- 護国の騎士 My Pal, the King (1932)
- 猛獣師クライド　The Big Cage (1933)
- 青い部屋 Secret of the Blue Room (1933)
- 肉弾の男 King for a Night (1933)
- 水平がんばれ Let's Talk It Over (1934)
- ボビーの初舞台 Let's Sing Again (1936)
- ボビーの凱歌 Rainbow on the River (1936)
- Espionage (1937)
- Make a Wish (1937)
- That Navy Spirit (1937)
- Touchdown, Army (1938)
- ブラウンのGメン Wide Open Faces (1938)
- Island of Lost Men (1939)
- Unmarried (1939)
- Brooklyn Orchid (1942)
- 魔境のターザン（英語版） Tarzan and the Amazons (1945)
- ターザンと豹女（英語版） Tarzan and the Leopard Woman (1946)
- ターザンの怒り（英語版） Tarzan and the Huntress (1947)
- The Dude Goes West (1948)
- 与太者時代 Bad Boy (1949)
- Two Knights from Brooklyn (1949)
- 群盗の宿 Badmen of Tombstone (1949)
- 火星探検（英語版） Rocketship X-M (1950)
- テキサスから来た男 The Kid from Texas (1950)
- キャトル・ドライブ Cattle Drive (1951)
- The Ring (1952)
- アリババの復讐 Son of Ali Baba (1952)
- Hiawatha (1952)
- ターザンと巨象の襲撃（英語版） Tarzan and the She-Devil (1953)
- カーニバルの女 Carnival Story (1954)
- They Were So Young (1954)
- 大襲撃 Mohawk (1956)
- クロノス Kronos (1957)
- She Devil (1957)
- 蝿男の恐怖 The Fly (1958)
- Machete (1958)
- ソロモン王の宝庫 Watusi (1959)
- Counterplot (1959)